# Tapinoma wheeleri
Tapinoma wheeleri este o specie de furnică din genul Tapinoma.  Descrisă de William M. Mann în 1935, specia este endemică Samoa.